# Fabbri (Montefalco)
Fabbri è una frazione del comune di Montefalco (PG).
Secondo i dati del censimento Istat 2001, gli abitanti sono 93. Il paese si trova a 288 m s.l.m., su un basso colle a metà strada tra Trevi e Montefalco.

## Storia
Il castello di Fabbri è stato innalzato intorno al XIV secolo come struttura di difesa del territorio dell'ex-Ducato di Spoleto, oramai gestito dal cardinale Albornoz. Alla fine del secolo passò sotto la giurisdizione dei Trinci di Foligno, chiamato Bastida Fabrorum.
Alla fine della dinastia dei Trinci (Corrado XV) passò ai trevani. Nei secoli successivi appartenne alla piccola comunità di Cannaiola, ma dal 1820 passò definitivamente a Montefalco.

## Monumenti e luoghi d'interesse
- Il castello, di pianta romboidale, è dotato di mura merlate, bastioni, fossato e ponte levatoio. Il mastio principale, alto 20 m, venne costruito nel 1395 da Gregorio da Cerreto. Dello stesso autore, la torre di Matigge, con cui si dice esista un leggendario collegamento sotterraneo.
- San Michele Arcangelo, chiesa nel centro del paese.[2]

## Galeria d'immagine

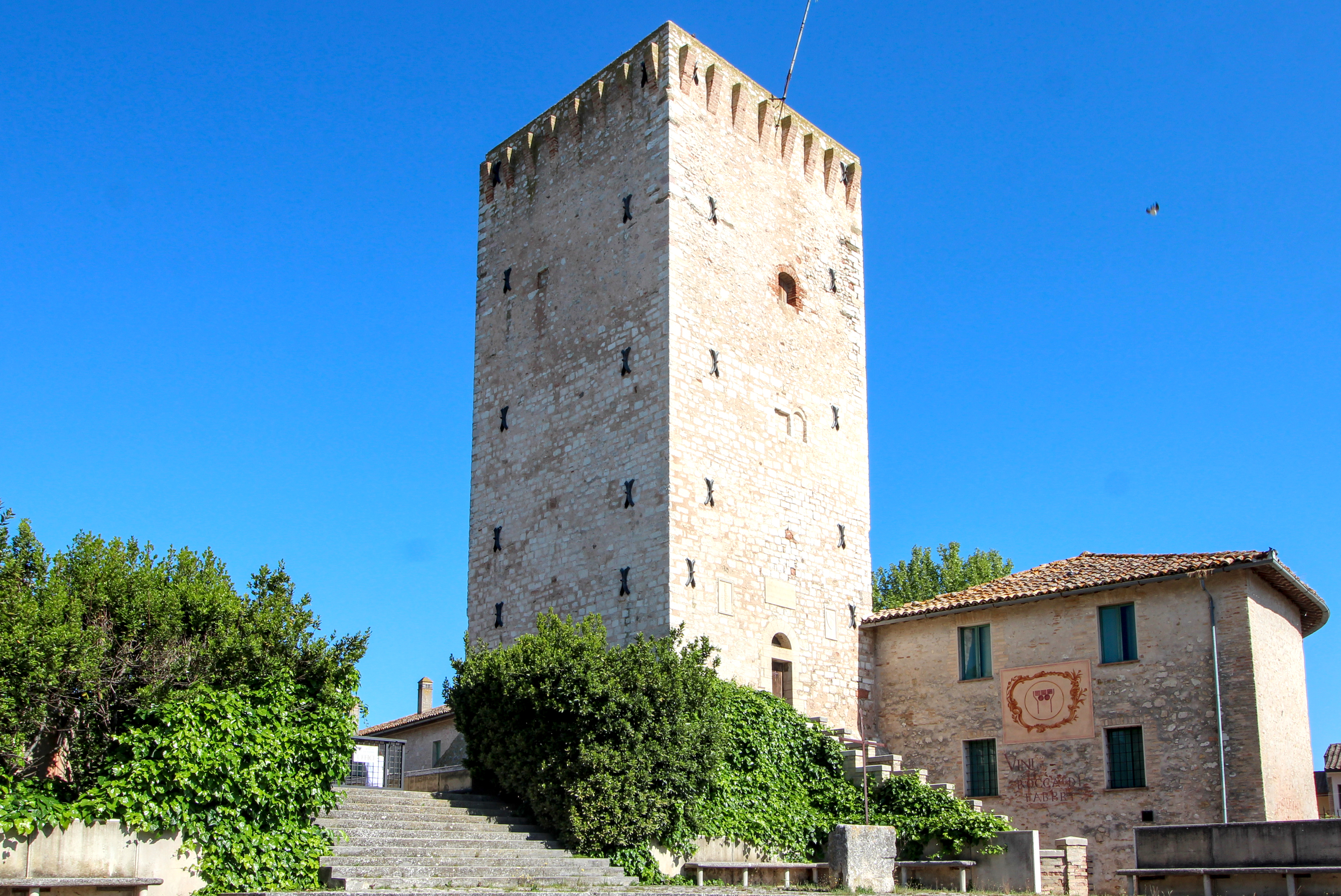
Il castello di Fabbri
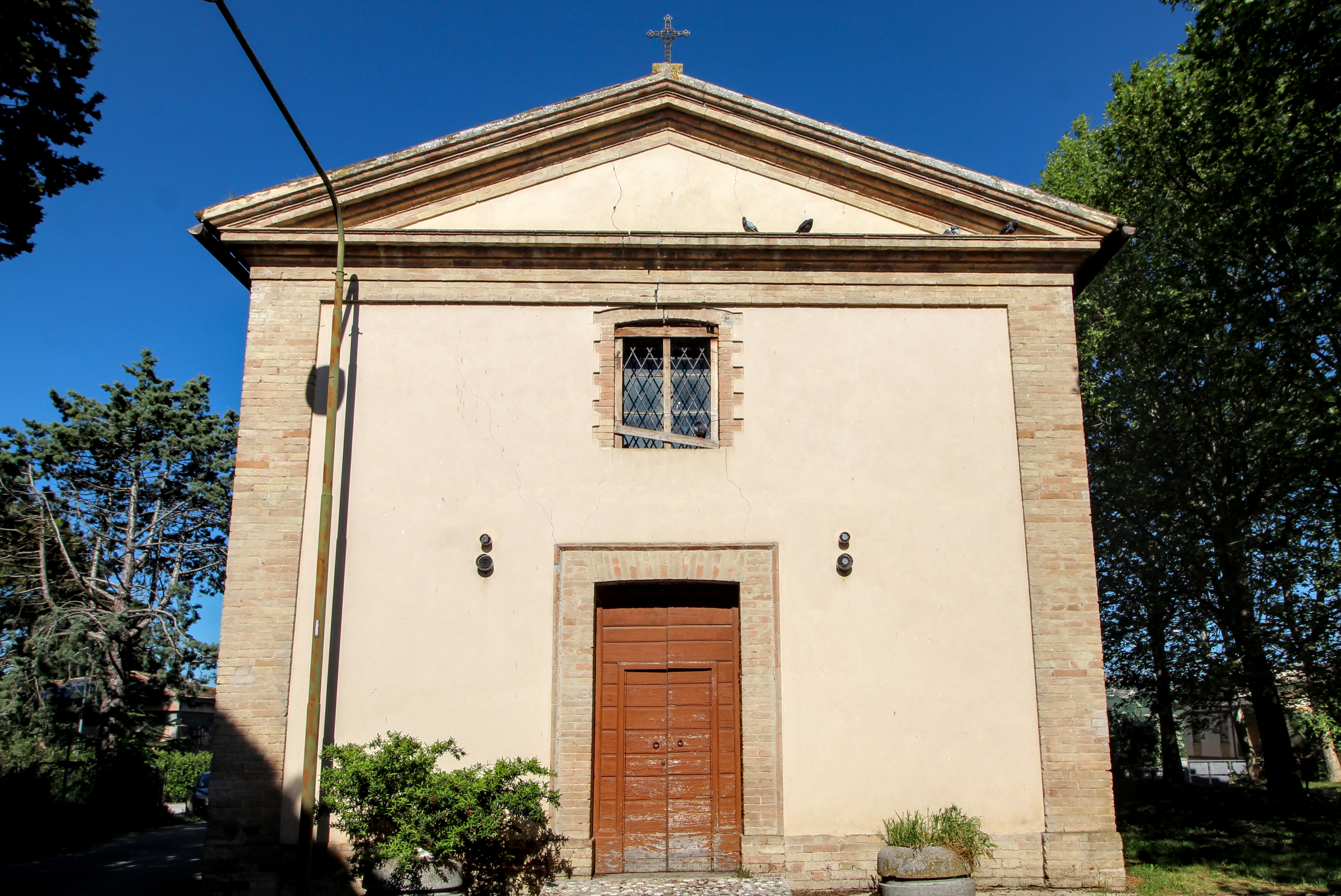
La chiesa di San Michele Arcangelo

## Economia e manifestazioni
Come anche in altri paesi circostanti, la coltivazione della vite occupa un aspetto importante.